# Дзета Пегаса
Дзета Пегаса (лат. ζ Pegasi) — одиночная звезда в созвездии Пегаса. Обладает видимой звёздной величиной +3,4, доступна для наблюдения невооружённым глазом и является одной из наиболее ярких звёзд созвездия Пегаса. Измерения годичного параллакса звезды дало значение расстояния около 204 световых лет от Солнца.

## Название
ζ Пегаса — это обозначение Байера для звезды.
Традиционное название звезды — Хомам, что означает «Человек высокого духа» или «Счастливая звезда возвышенных духом». В 2016 году Международный астрономический союз создали рабочую группу по именованию звёзд (Working Group on Star Names, WGSN) для каталогизации и стандартизации собственных названий звёзд. Группа утвердила название Хомам для данной звезды 21 августа 2016 года, это название внесено в каталог МАС названий звёзд.
В китайской астрономии название 雷電 (Léi Diàn), означающее Гром и молния, относится к астеризму, состоящему из ζ Пегаса, ξ Пегаса, σ Пегаса, 55 Пегаса, 66 Пегаса и 70 Пегаса. Китайское название для самой звезды — 雷電一 (Léi Diàn yī), «Первая звезда Грома и молний».

## Свойства
Звезда принадлежит спектральному классу B8 V, она является крупной звездой спектрального класса B главной последовательности, в ядре звезды протекают ядерные реакции горения водорода. Радиус звезды примерно в 4 раза больше солнечного. Дзета Пегаса представляет собой пульсирующую переменную спектрального класса B, слабо меняющую свою светимость с периодом 22,952 ± 0,804 часа, что соответствует 1,04566 циклу за сутки. Дзета Пегаса обладает возрастом около 120 миллионов лет и вращается с проекцией скорости вращения в пределах 140–210 км с−1. Эффективная температура фотосферы составляет около 11190 K, благодаря чему звезда обладает характерным бело-голубым цветом.
Дзету Пегаса исследовали на наличие избытка инфракрасного излучения, которое могло бы означать существование околозвёздного вещества; в итоге инфракрасный избыток не был обнаружен. Звезда имеет два оптических компаньон. Первый из них является звездой с видимой звёздной величиной 11,6, находящейся на угловом расстоянии 68 секунд дуги при позиционном угле 139°. Второй компонент имеет видимую звёздную величину 11 и располагается на угловом расстоянии 177 угловых секунд при позиционном угле 5°. Не обнаружено свидетельств того, что Дзета Пегаса входит в какую-либо звёздную ассоциацию.